# Gerbillus henleyi
Espèce
Synonymes
- Gerbillus syrticus Misonne, 1974

Statut de conservation UICN

 LC  : Préoccupation mineure
Gerbillus henleyi ou Gerbillus (Hendecapleura) henleyi selon les classifications, est une espèce qui fait partie des rongeurs. C'est une gerbille de la famille des Muridés qui fréquente les régions arides et semi-désertiques situées sur le pourtour du Sahara. En français, elle est appelée Gerbille de Henley ou Gerbille pygmée comme Microdillus peeli.